# Revenge (микстейп)
| Оценки критиков | Оценки критиков |
| Источник        | Оценка          |
| --------------- | --------------- |
| Salute Magazine | [ 1 ]           |

Revenge (с англ. — «Месть») — второй и последний микстейп американского рэпера XXXTentacion, выпущенный 16 мая 2017 года под лейблом Empire Distribution. Он состоит из восьми ранее выпущенных песен, которые были доступны для потоковой передачи на SoundCloud аккаунте артиста. Ему предшествовал ведущий сингл «Look at Me», который достиг 34-го места в американском Billboard Hot 100.

## Продвижение
Премьера ведущего сингла с ленты под названием «Look at Me» состоялась 31 декабря 2015 года на SoundCloud. Песня была позже выпущена в iTunes в качестве сингла 29 января 2016 года, пока позже не была переиздана для цифровой загрузки снова с ремастированной и чистой версией песни 20 февраля 2017 года Empire Distribution.

## Критика
Revenge получил одобрение от критиков, которые высоко оценили его музыкальные возможности, амбиции, разнообразия и творческий потенциал. Адриан Гловер из Salute Magazine похвалил Revenge, дав ему полный рейтинг 5/5, похвалив XXXTentacion как нового «jig-saw genius» музыки и высоко оценив музыкальное разнообразие, риски и потенциал проекта.

## Коммерческие показатели
Revenge дебютировал под номером 76 в чарте Billboard 200 от 3 июня 2017 года и с тех пор достиг пика под номером 44. Позже, после смерти XXXTentacion, он достиг 28-го номера.

## Список песен
| №                   | Название                                         | Продюсер                        | Длительность |
| ------------------- | ------------------------------------------------ | ------------------------------- | ------------ |
| 1.                  | «Look at Me»                                     | Rojas Duval                     | 2:06         |
| 2.                  | «I Don't Wanna Do This Anymore»                  | Khaed XXXTentacion              | 1:27         |
| 3.                  | «Looking for a Star»                             | Diplo King Henry                | 2:17         |
| 4.                  | «Valentine»                                      | Mikey the Magician XXXTentacion | 2:32         |
| 5.                  | «King»                                           | King Yosef                      | 1:52         |
| 6.                  | «Slipknot» (совместно с Kin$oul and Killstation) | P. Soul                         | 3:29         |
| 7.                  | «YuNg BrAtZ»                                     | STAIN                           | 1:41         |
| 8.                  | «RIP Roach» (совместно с Ski Mask the Slump God) | STAIN                           | 2:49         |
| Общая длительность: | Общая длительность:                              | Общая длительность:             | 18:13        |

## Чарты
| Чарты (2017—2018)                      | Высшая позиция |
| -------------------------------------- | -------------- |
| Канада (Canadian Albums Chart)         | 36             |
| Дания (Hitlisten)                      | 31             |
| Финляндия (Suomen virallinen lista)    | 38             |
| Новая Зеландия (RMNZ)                  | 35             |
| Норвегия (VG-lista)                    | 21             |
| Швеция (Sverigetopplistan)             | 42             |
| США (Billboard 200)                    | 28             |
| США (Billboard Top R&B/Hip-Hop Albums) | 15             |

| Чарты (2018)        | Позиция |
| ------------------- | ------- |
| США (Billboard 200) | 196     |

## Сертификации
| Регион | Сертификация | Продажи |
| --- | ------------ | ------- |
| США (RIAA) | Золотой      | 500 000 |
| * Данные о продажах приведены только на основе сертификации. · ^ Данные о тиражах приведены только на основе сертификации. · Данные о продажах + прослушиваниях приведены только на основе сертификации. |              |         |